# Bergwald-Baumschliefer
Der Bergwald-Baumschliefer (Dendrohyrax validus), auch Östlicher Baumschliefer genannt, ist eine Art der Baumschliefer innerhalb der Säugetierordnung der Schliefer. Er kommt in einem stark zersplitterten Verbreitungsgebiet im östlichen Afrika vor und bewohnt Mittel- und Hochlagen des Kilimandscharo, des Meru und der Eastern Arc Mountains sowie die Küstengebiete von Kenia und Tansania einschließlich einiger vorgelagerter Inseln. Die Lebensräume setzen sich aus ungestörten Wäldern zusammen. Hier kann der Bergwald-Baumschliefer mitunter eine hohe Bestandsdichte erreichen. Wie alle Baumschliefer zeichnet sich die Art durch ein meerschweinchenartiges äußeres Erscheinungsbild ohne sichtbaren Schwanz aus. Die Tiere können gut klettern und verbringen einen Großteil ihres Lebens in Bäumen. Sie sind nachtaktiv, weswegen sie eher selten gesichtet werden. Außerdem leben sie einzelgängerisch und nutzen Baumhöhlen als Unterschlupf. Charakteristisch sind die nächtlichen Lautgebungen, die sich zwischen den einzelnen Populationen deutlich unterscheiden können. Die Nahrung besteht überwiegend aus weicher Pflanzenkost. Der Bergwald-Baumschliefer wurde im Jahr 1890 wissenschaftlich eingeführt. Es sind bis zu vier Unterarten anerkannt, deren Abgrenzung zueinander nicht immer eindeutig ist. Teilweise wird der Bergwald-Baumschliefer auch innerhalb des Steppenwald-Baumschliefers geführt. Der Bestand gilt als gefährdet.

## Merkmale

### Habitus
Der Bergwald-Baumschliefer ist ein kleines Säugetier, er erreicht eine Kopf-Rumpf-Länge von 47 bis 58,8 cm und ein Körpergewicht von 2,5 bis 3 kg, Unterschiede zwischen Männchen und Weibchen bestehen nicht. Die Tiere ähneln äußerlich einem Meerschweinchen, der Körperbau ist robust, ein Schwanz nicht sichtbar. Das Fell zeigt eine weiche Textur, die Haare stehen dicht und sind lang. Es liegt eine bestimmte Variabilität in der Fellfärbung vor. In der Regel ist der Rücken zimtbraun, er kann aber zum Kopf hin dunkler braun bis schwärzlich werden. Die charakteristische Farbgebung entsteht durch Haare mit schokoladenbraunen Basen, zimtbraunen Schäften und schwarzen Spitzen. Am Rücken ist ein Fleck aus gelblich weißen, aufrichtbaren Haaren ausgebildet, der eine Drüse von 20 bis 40 mm Länge einrahmt. Die Körperunterseite hebt sich heller ab, die Haare hier haben ebenfalls eine schokoladenbraune Basis, gehen aber zur Spitze hin in ein gelbliches Braun über. Der gesamte Kopf ist ebenfalls mit Haaren bedeckt, lediglich ein schmaler Streifen an der Nase und der Oberlippe bleibt nackt. Seitlich treten hellere Flecken auf, so dass der Kopf insgesamt grauer wirkt. Rund um die Ohren und die Augen befinden sich dunkelbraune Bereiche. Die Ohren sind kurz und gerundet, 12,5 bis 15,5 mm lang und innen mit einem Büschel aus gelblich weißen Haaren besetzt. Über den gesamten Körper verteilt kommen lange Tasthaare vor. Die Vorderfüße bestehen aus vier, die Hinterfüße aus drei Zehen. Alle Zehen tragen hufartige Nägel, lediglich der jeweils innerste Zeh der Hinterfüße weist eine Kralle auf. Die Hinterfußlänge beträgt 58 bis 64 mm. Weibchen besitzen ein Zitzenpaar im Leistenbereich.

### Schädel- und Gebissmerkmale
Die Schädellänge variiert von 77,9 bis 98,3 mm. Der Schädel ist an der Stirnlinie deutlich eingedellt und am Hinterhauptsbein leicht ausgezogen. Die Nasenbeine sind im Umriss rechteckig. Die Orbita wird durch den jeweiligen Fortsatz des Stirn- und Jochbeins geschlossen (Postorbitalbogen). Das Os interparietale (ein Schädelknochen zwischen dem Hinterhauptsbein und den Scheitelbeinen) ist im Gegensatz zum Steppenwald-Baumschliefer (Dendrohyrax arboreus) nie mit dem Hinterhauptsbein verwachsen. Die Temporalleisten sind flach und im hinteren Abschnitt breiter als im vorderen. Am Unterkiefer ragt der Kronenfortsatz schräg nach vorn und bildet einen 45°-Winkel zur Zahnreihe. Sein hinterer Rand verläuft parallel zum ebenfalls hinteren Rand des aufsteigenden Astes. Das Gebiss besteht aus insgesamt 34 Zähnen mit folgender Zahnformel: {\displaystyle {\frac {1.0.4.3}{2.0.4.3}}}. Wie bei allen Baumschliefern ist die obere Reihe der Prämolaren in etwa gleich lang wie die obere Reihe der Molaren. Die Mahlzähne zeichnen sich durch niedrige (brachyodonte) Zahnkronen aus.

## Verbreitung

Verbreitungsgebiet des Bergwald-Baumschliefers

Der Bergwald-Baumschliefer kommt endemisch im östlichen Afrika vor. Von allen drei Vertretern der Baumschliefer hat er das am stärksten beschränkte Verbreitungsgebiet. Es ist fleckenhaft auf bergige Regionen wie den Kilimandscharo, den Meru und auf die Eastern Arc Mountains verteilt. Letztere bestehen aus verschiedenen Höhenzügen, der Bergwald-Baumschliefer kommt hier unter anderem in den Taita-, Usambara-, Udzungwa-, Rubeho und Nguru-Bergen sowie im Uluguru- und im Pare-Gebirge vor. Des Weiteren tritt die Art in den Küstenwäldern vom südlichen Kenia etwa 30 km nördlich von Mombasa bis nach Tansania auf, ebenso wie auf den Inseln Pemba und Sansibar und einigen kleineren vorgelagerten Inseln. Möglicherweise ist sie auch in Äthiopien anwesend. Das gesamte Verbreitungsgebiet umfasst gegenwärtig nicht mehr als 3070 bis 4250 km².
Der bevorzugte Lebensraum besteht aus ungestörten Tiefland- und Bergwäldern, die Höhenverbreitung reicht vom Meeresspiegelniveau bis in Hochgebirgslagen. Am Kilimandscharo wurde der Bergwald-Baumschliefer im Höhenbereich von 1700 bis 3070 m nachgewiesen. Er bewohnt dort Wälder, die mit Ocotea usambarensis, Schefflera colkensii und Ficus thonningii bestanden sind. Die höchste Populationsdichte wird in etwa 2310 m Höhe erreicht. Auffälligerweise sind der Süd- und am Westhang mit 23 beziehungsweise 13 Tieren je Hektar dichter besiedelt als der Nord- und der Osthang, wo nur maximal 7 Individuen auf einer vergleichbar großen Fläche vorkommen. In den Eastern Arc Mountains lebt der Bergwald-Baumschliefer generell in Höhen von 900 bis 2000 m, es gibt aber Unterschiede in den einzelnen Gebirgszügen. So sind die Tiere in den östlichen Usambara-Bergen in Höhenlagen von etwa 900 bis 1300 m häufiger als in rund 1500 m. Die Individuendichte beträgt im ersteren Bereich 10 bis 14 Tiere je Hektar, im letzteren 4 bis 6. Ähnliche Ergebnisse erzielten Beobachtungen in den Nguru-Bergen, hier treten ebenfalls bis zu 6 Tiere je Hektar in rund 1300 m Höhe auf. Im Pare-Gebirge beläuft sich die Höhenverbreitung auf 1500 bis 1800 m. In vielen Gebieten stellt nicht das Nahrungsangebot einen limitierenden Faktor dar, sondern die Anzahl der bewohnbaren Baumhöhlen.

## Lebensweise

### Territorialverhalten
Wie alle Baumschliefer ist auch der Bergwald-Baumschliefer sekundär an ein nachtaktives Leben angepasst. Dies zeigen unter anderem der verstärkte Geruchssinn und die intensive Lautkommunikation, Augen und Ohren sind dagegen nicht vergrößert ausgebildet. Die Tiere leben überwiegend in Bäumen (arborikol) und können gut klettern. Einen Großteil ihres Tagespensums verbringen sie über dem Erdboden. Sie sind außerdem einzelgängerisch, mehrere Individuen zusammen finden sich nur in Mutter-Jungtier-Gruppen. In den Bäumen zieht sich der Bergwald-Baumschliefer in Höhlen und Öffnungen im Stamm zur Ruhe zurück. Jedes Individuum bewohnt eine eigene Baumhöhle, es kann aber vorkommen, dass ein Baum mit mehreren Öffnungen von verschiedenen Tieren gleichzeitig genutzt wird. Zum defäzieren steigt der Bergwald-Baumschliefer auf den Boden und setzt sowohl den Kot als auch den Urin an gut einsehbaren Stellen ab. Dadurch entstehen größere Haufen von mehreren Quadratmetern Größe, teilweise ist der Grund und die Vegetation so von einer stark riechenden, asphaltartigen, weißlichen Substanz bedeckt, die viel Kalziumkarbonat enthält. Zum Komfortverhalten gehören Sonnenbäder in den frühen Morgenstunden. Sie unterstützen ähnlich wie der Rückzug in Baumhöhlen und die recht langen Ruheperioden die Thermoregulation. Als Anpassung an die mitunter harschen Bedingungen in den Hochgebirgslagen hat der Bergwald-Baumschliefer ein dichtes Fell ausgebildet. Informationen zu den Reviergrößen der einzelnen Individuen liegen nicht vor.
Ein wichtiges Element der sozialen Interaktion bei den Baumschliefern stellt die Lautkommunikation dar. Der Bergwald-Baumschliefer gibt lange Schreie von sich, die oft mehrere hundert Meter weit getragen werden. Entsprechend seiner Aktivitätszeit sind die Rufe in den Dämmerungsphasen von 19:00 bis 21:00 und von 04:00 bis 06:00 Uhr zu hören. Sie variieren kaum über das Jahr, so dass unklar ist, ob sie eventuell durch jahreszeitliche Klimazyklen oder Mondphasen beeinflusst werden. Lediglich bei nebeligen Wetter stellen die Tiere gelegentlich ihre Rufe ein. Im gesamten Verbreitungsgebiet lassen sich anhand der Rufprofile bisher drei unterschiedliche Zonen unterscheiden. Auf den Inseln vor der Küste Tansanias dominieren klopfende Rufe mit einer klar unterscheidbaren lauten und leisen Phase, die durch eine Einheit aus zwei bis vier hohen Tönen eingeleitet werden. Von Tieren aus dem Uluguru-Gebirge sowie den Rubeho- und den Udzungwa-Bergen, alle im zentralen Abschnitt der Eastern Arc Mountains gelegen, sind wiederum mehrere Ruftypen bekannt. Eine monotone Folge von fünf bis sechs hackenden Lauten wird möglicherweise spontan ausgestoßen. Ein weiterer Ruf besteht ebenfalls aus hackenden Lauten, die dann in Töne übergehen, welche an schnell aufschlagende Tischtennisbälle erinnern. Er ist typisch für erregte Tiere. Zwei weitere Rufe, einerseits hohe Schreie, andererseits komplexe Hacklaute aus sechs bis zwölf einfachen und einzelnen doppelten Tönen, lassen sich bei Kämpfen vernehmen beziehungsweise sind Ausdruck starker Konkurrenz bei hoher Populationsdichte. Die Tiere in den Taita-Bergen, im Pare-Gebirge und in den Usambara-Bergen im nördlichen Bereich der Eastern Arc Mountains verfügen über ein umfangreiches Lautrepertoire. Typisch hier ist ein Schrei, der an einen würgenden Schluck erinnert.
Trotz der mitunter recht hohen lokalen Verbreitungsdichte wird der Bergwald-Baumschliefer selten gesichtet, was mit der nachtaktiven Lebensweise in Verbindung steht. In der Regel geben seine Rufe und Kothaufen Hinweise auf seine Anwesenheit, beides geht in stark gestörten Gebieten deutlich zurück. Nach Untersuchungen in weitgehend ungestörten Bereichen in den Udzungwa-Bergen mittels Kamerafallen tritt die Art in der Regenzeit deutlich weniger in Erscheinung als in der Trockenzeit. Es wird vermutet, dass die Tiere während der feuchten Jahreszeit ihre Bodenaktivitäten weitgehend einschränken, während dies ihre Tätigkeiten in den Bäumen, etwa ihre nächtlichen Rufe, kaum beeinflusst.

### Ernährung
Der Bergwald-Baumschliefer ernährt sich pflanzenfresserisch von weichem Pflanzenmaterial (browsing). Er bevorzugt Blätter, Zweige, Früchte und Knospen. Die Nahrung sucht er überwiegend in den Bäumen, nur gelegentlich steigt ein Tier auch auf den Boden, und dort an Kräutern oder Reben zu fressen. Überwiegend frisst der Bergwald-Baumschliefer nachts, nur selten am Tag. Bemerkenswert ist, dass das Usambaraveilchen in den Hochlagen der Udzungwa-Berge nicht von der Schlieferart verzehrt wird. Sie wächst vermehrt in den nährstoffreichen Fäkalien der Tiere und profitiert so in der Koexistenz mit ihnen.

### Fortpflanzung
Zur Fortpflanzung des Bergwald-Baumschliefers wurden bisher kaum Untersuchungen getätigt. Es gibt eine vermehrte Anzahl von Geburten im August, die Paarungszeit findet wahrscheinlich während der Trockenzeit statt. Die Tragzeit wird mit etwa 7,5 Monaten beziehungsweise 220 bis 240 Tagen angegeben. In der Regel kommen eins bis zwei Junge zur Welt, die als frühreif beschrieben werden. Angaben zur Dauer der Säugezeit, zur Entwicklung und sexuellen Reife beziehungsweise zur Lebenserwartung bestehen nicht.

### Fressfeinde und Parasiten
Die bedeutendsten Fressfeinde stellen der Leopard, Ginsterkatzen, der Pardelroller, der Serval, die Afrikanische Zibetkatze, der Kronenadler und der Nördliche Felsenpython dar. Untersuchungen zu Parasiten liegen nicht vor.

## Systematik
Der Bergwald-Baumschliefer ist eine Art aus der Gattung der Baumschliefer (Dendrohyrax). Diese umfasst drei weitere Vertreter. Die Baumschliefer wiederum gehören zur Familie der Schliefer (Procaviidae) innerhalb der Ordnung der Schliefer (Hyracoidea). Die Ordnung war vor allem im Paläogen und im frühen Neogen sehr form- und variantenreich mit kleinen bis riesigen Tieren, die zahlreiche ökologischen Anpassungen zeigten und über weite Teile Eurasiens und Afrikas verbreitet waren. Heute beschränkt sie sich auf den afrikanischen Kontinent, kommt aber mit einer Form auch in Vorderasien vor und besteht nur aus einer Familie mit meerschweinchengroßen Vertretern. Die Baumschliefer stellen die artenreichste Gruppe der heutigen Schliefer dar. Sie sind im Gegensatz zu den anderen Angehörigen der Familie der Procaviidae baumbewohnend, einzelgängerisch und nachtaktiv.
Teilweise wurde der Bergwald-Baumschliefer als identisch mit dem Steppenwald-Baumschliefer (Dendrohyrax arboreus) aufgefasst. In der Regel gelten beide heute als eigenständige Arten. Die Anzahl der Unterarten ist nicht eindeutig, häufig werden vier genannt:
- D. v. neumanni (Matschie, 1893); auf den Inseln Sansibar, Pemba und Tumbatu; Rücken braun, Rückenfleck kurz (30 bis 35 mm) und weiß bis lichtockerfarben, Bauch weiß, Füße braun und lichtockerfarben gesprenkelt, heller Fleck oberhalb der Augen
- D. v. schusteri Brauer, 1917; im Uluguru-Gebirge, möglicherweise auch in den Udzungwa- und den Rubeho-Bergen; Kopf und Rücken braunschwarz, Rückenfleck 55 mm lang
- D. v. terricolus Mollison, 1905; in den Taita- und Usambara-Bergen und im Pare-Gebirge; Kopf und Rücken schwarzbraun oder schokoladenbraun, Rückenfleck 55 mm lang, Bauch weiß oder weißgelblich, Fell sehr weich
- D. v. validus True, 1890; am Kilimandscharo und am Meru; Kopf und Rücken schokoladenbraun, Rückenfleck kurz und hell ockerfarben bis hell rostfarben, Bauch hell ockerfarben, Füße braun, Fell sehr weich

In anderen Systematiken werden die Tiere der Eastern Arc Mountains (D. v. schusteri und D. v. terricolus) auch zu einer Unterart zusammengefasst und dann unter D. v. terricolus geführt, auch ist manchmal die Form D. v. vosseleri anerkannt und ersetzt D. v. schusteri in einigen Arealen der zentralen Eastern Arc Mountains. Für die Tiere aus den Taita-Bergen wurde eine Zugehörigkeit zu D. v. terricolus aufgrund der Nähe zu den Usambara-Bergen bisher nur angenommen, genauere morphologische oder genetische Untersuchungen liegen nicht vor. In der Struktur ihrer Rufe unterscheiden sich die beiden regionalen Gruppen deutlich. Insgesamt ist die Abtrennung der Unterarten zueinander unklar. Bezogen auf die deutlich abweichenden Rufe der Tiere und den drei bisher herausdifferenzierten unterschiedlichen „Lautzonen“ wird unter Umständen über den Artstatus der dortigen Bestände diskutiert. Individuen aus Äthiopien, von wo der Bergwald-Baumschliefer ursprünglich nicht bekannt war, könnten aufgrund einiger äußerer Merkmale wie gelblich orangefarbener Augenbrauen und einer gefleckt weißlich gelben Unterseite auch eine neue Unterart oder Art darstellen. Einige Forscher mahnen daher eine systematische Revision des Bergwald-Baumschliefers an.

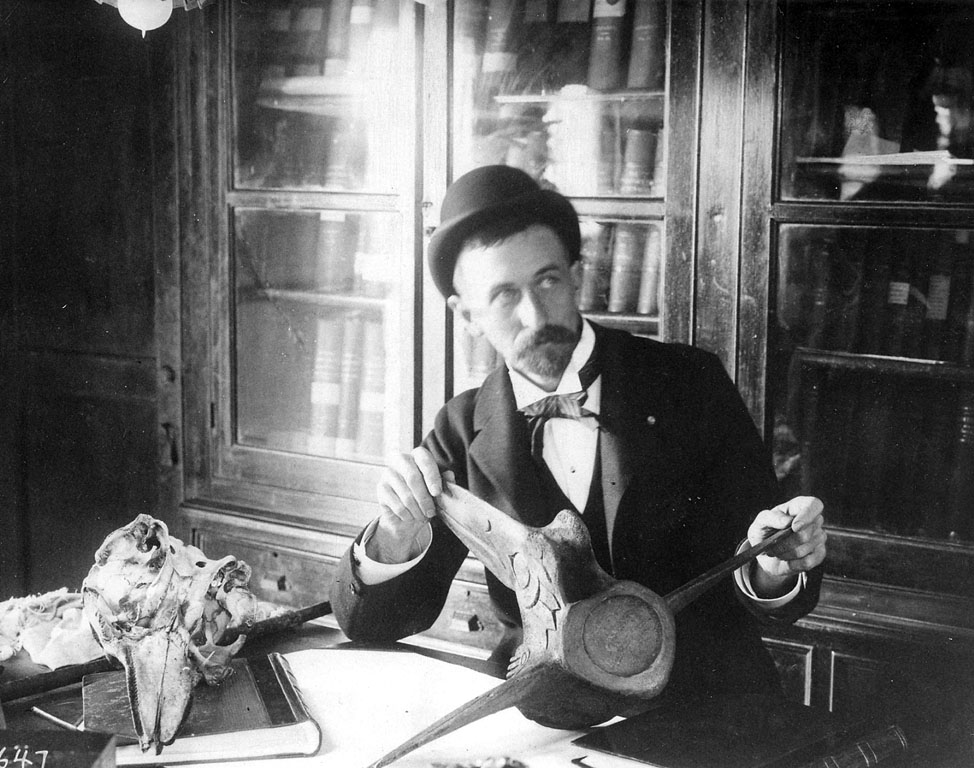
Frederick William True

Die wissenschaftliche Erstbeschreibung stammt von Frederick William True aus dem Jahr 1890. True hatte dafür fünf Individuen zur Verfügung, die von William Louis Abbott am Kilimandscharo und aus der Umgebung von Taveta am Fuß des Berges in Kenia gesammelt worden waren, der Kilimandscharo gilt als Typusgebiet des Bergwald-Baumschliefers. Der Holotyp, ein ausgewachsenes Männchen, war von Abbott im Juni 1888 entdeckt worden. Nur drei Jahre später führte Paul Matschie die Form Procavia neumanni vom Pangani-Wald auf Sansibar ein, basierend auf vier Individuen aus der Kollektion von Oscar Neumann, darunter ein Neugeborenes mit einem Alter von rund drei Tagen. In seiner Beschreibung verwies Matschie zwar seine neue Art zur Gattung des Klippschliefers (Procavia), erkannte aber, dass es sich bei den Tieren aufgrund ihrer baumkletternden Lebensweise um Baumschliefer handelt. Darauffolgend korrigierte er die Gattungszugehörigkeit im Jahr 1895. Theodor Mollison selbst sammelte 1904 mehrere Exemplare von Baumschliefern in den Usambara-Bergen, allesamt waren Weibchen, mehrere davon trächtig. Er hob ein Jahr später in seiner Veröffentlichung ihre nächtlichen Rufe aus den Baumkronen hervor und erwähnte, dass die Tiere sich zur Ruhe in Felsspalten zurückziehen würden. Aufgrund letzterer Eigenschaft schlug er die wissenschaftliche Bezeichnung Dendrohyrax terricola vor. Im Jahr 1917 führte August Brauer die Unterart Dendrohyrax terricola schusteri ein, deren Holotyp aus dem Uluguru-Gebirge stammt. In der gleichen Publikation benannte er auch Dendrohyrax terricola vosseleri aus den Usambara-Bergen. Die Tiere unterschieden sich durch eine deutlich hellere Körperfärbung von den ebenfalls dort vorkommenden, aber dunkleren Vertretern von D. v. terricolus, es wurde aber vermutet, dass es sich lediglich um eine Farbmorphe handelt. Herbert Hahn fasste dann 1934 alle genannten Formen in einer Revision der rezenten Schliefer zu einer Art zusammen.

## Bedrohung und Schutz
Die größten Bedrohungen für den Bergwald-Baumschliefer stellen die Vernichtung der Wälder sowie die Verschlechterung und Zersplitterung der Lebensräume durch Holzeinschlag und Waldbrände dar. Zwar können einzelne Individuen auf geschlossenen Waldflächen von rund 1 km² überleben, doch ist unter anderem das selektive Entnehmen großer Bäume problematisch. Dadurch werden häufig wichtige Unterschlupfplätze entfernt, Pfade durch das Kronendach der Wälder zerstört und die Tiere gezwungen, über den Erdboden zu laufen, was sie wieder anderen Gefahren aussetzt. Dazu kommt die Jagd auf die Tiere, die in allen Teilen des Verbreitungsgebietes stattfindet. Sie erfolgt wegen des Fleisches, zudem werden aus dem Fell Decken und Umhänge gefertigt. Teilweise kommen Fallen nahe der Baumwurzel zum Einsatz, die Tiere werden aber auch erschlagen oder mit Hunden erbeutet. Die IUCN stuft den Bergwald-Baumschliefer als „potentiell gefährdet“ (near threatened) ein (2017), noch bis 2008 galt der Bestand als „nicht gefährdet“ (least concern), was damals mit der weiten Verbreitung und der angenommenen großen Population begründet wurde. In der Folgezeit erwies sich das Verbreitungsgebiet aber als deutlich fragmentiert und es kam außerdem zu einem merklichen Rückgang des Bestandes. Die Art ist in mehreren Naturschutzgebieten anwesend, dazu gehören der Kilimandscharo-Nationalpark, der Arusha-Nationalpark und der Udzungwa-Mountains-Nationalpark, außerdem verschiedene Reservate in den Eastern Arc Mountains und auf den Inseln.